# Степан Полушкин
Степан Павлович Полушкин (на руски: Степан Павлович Полушкин) е руски офицер, хорунджий. Участник в Руско-турската война (1877 – 1878).

## Биография
Степан Полушкин е роден в Област на Донската войска в семейството на потомствен казашки дворянин. Ориентира се към военното поприще според казашката традиция. Завършва Николаевското училище за гвардейски юнкери (1874). Произведен е в първо офицерско звание хорунжий с назначение в Лейбгвардейския Казашки полк. Занимава се с рисуване като любител художник.
Участва в Руско-турската война (1877 – 1878). В състава на 2-ри ескадрон на Лейбгвардейския казашки полк участва в сборния отряд с командир полковник Алексей Жеребков при превземането на Ловеч на 5 юли 1877 г. Ранен е леко в боя при село Долни Дъбник на 28 ноември 1877 г. Назначен е като квартириер за осигуряване пребиваването на главнокомандващия Николай Николаевич в Ловеч (декември 1877). Достига до Сан Стефано. При възникнала епидемия от петнист тиф е назначен за началник на походен лазарет. Заразява се от болестта и се лекува в продължение на два месеца. След оздравяването си се завръща с частта си в Русия.
По време на войната е военен кореспондентна вестник „Русское слово“. Води походен дневник. Под заглавието „Дневник на донския казак С. П. Полушкин“ е издаден през 1879 г. и 1880 г. Като непосредствен участник описва личното си участие и впечатления от Руско-турската война (1877 – 1878).